# リアル・ブック
『リアルブック』 (英：Real Book) は、1930年代から1970年代のジャズやフュージョン、ポップスの曲、約400曲のリードシートを収録した書籍。

## 概要
1971年にポール・ブレイとスティーヴ・スワロウ、チック・コリアらがジャズ・ミュージシャン同士でジャムセッションや即興演奏の練習を行うためとして、自分たちで有名曲を採譜しファイルにまとめた『Real Book』を作成する。その後、ミュージシャンや当時スティーヴ・スワロウが勤めていたバークリー音楽大学や周辺の音楽学校の学生などに練習教材として配布したところ人気を博し、そのファイルのコピーが広まっていった。それらのコピー印刷されたものは、無許可でアメリカ国内の楽器屋や書店、音楽学校で100ドル前後で闇売買もされていた。その中には、オリジナルのコピーにさらに別のミュージシャンが、書き直すなどの編集や譜面を付け足した物もあった。こういった書籍はリアルブックにちなんで『Fake Book』（フェイクブック）と呼ばれた。
2004年、これに目を付けた音楽書籍の出版社のHal Leonardが、オリジナルをより見やすく清書し、全曲の著作権使用料を支払い使用許諾を得た『The Real Book 2nd edition』を販売した。その後改訂されて第6版まで出版されている。また、Hal Leonardは管楽器などの移調楽器演奏者のために移調した版や、別の曲を集めて掲載したフェイクブックシリーズを販売している。